# Bayırköy (Kızılcahamam)
Bayırköy è un villaggio nel distretto di Kızılcahamam, provincia di Ankara, Turchia.